# کلیسای یغیپاتروش
کلیسای یغیپاتروش (انگلیسی: Yeghipatrush Church; با نام کامل (ارمنی: [Եղիպատրուշ Սուրբ Աստուածածին Եկեղեցի; meaning Holy Mother of God Church] Error: {{Lang}}: متن دارای نشانه‌گذاری ایتالیک است (راهنما)) یک کلیسا حواری ارمنی واقع در روستای یغیپاتروش، در استان آراگاتسوتن، ارمنستان می‌باشد. ساخت و ساز این ساختمان سده‌های ۱۰ام تا ۱۳ام میلادی؛ به پایان رسید. این بنا به سبک معماری ارمنی طراحی شده‌است.

## نگارخانه

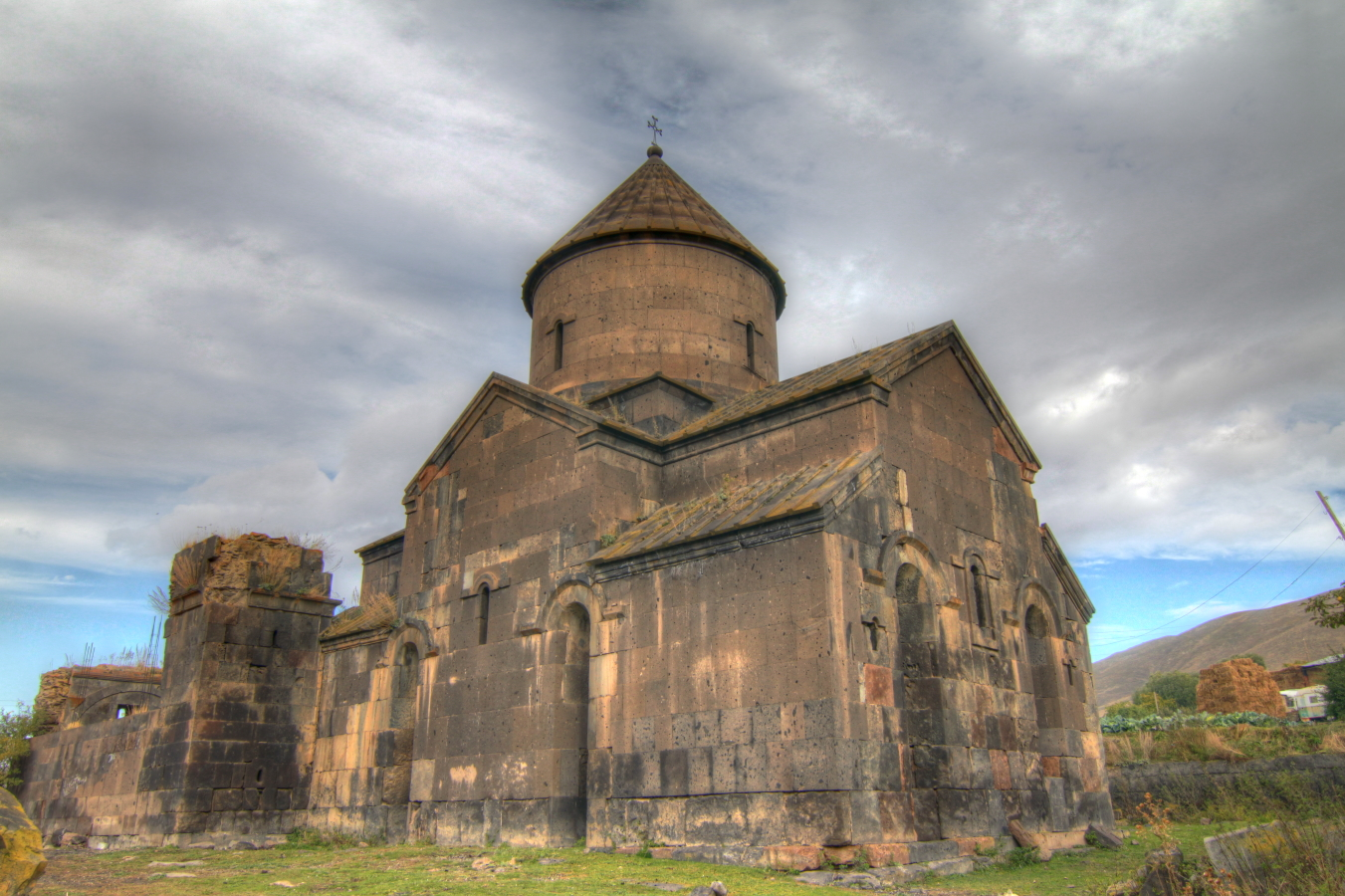
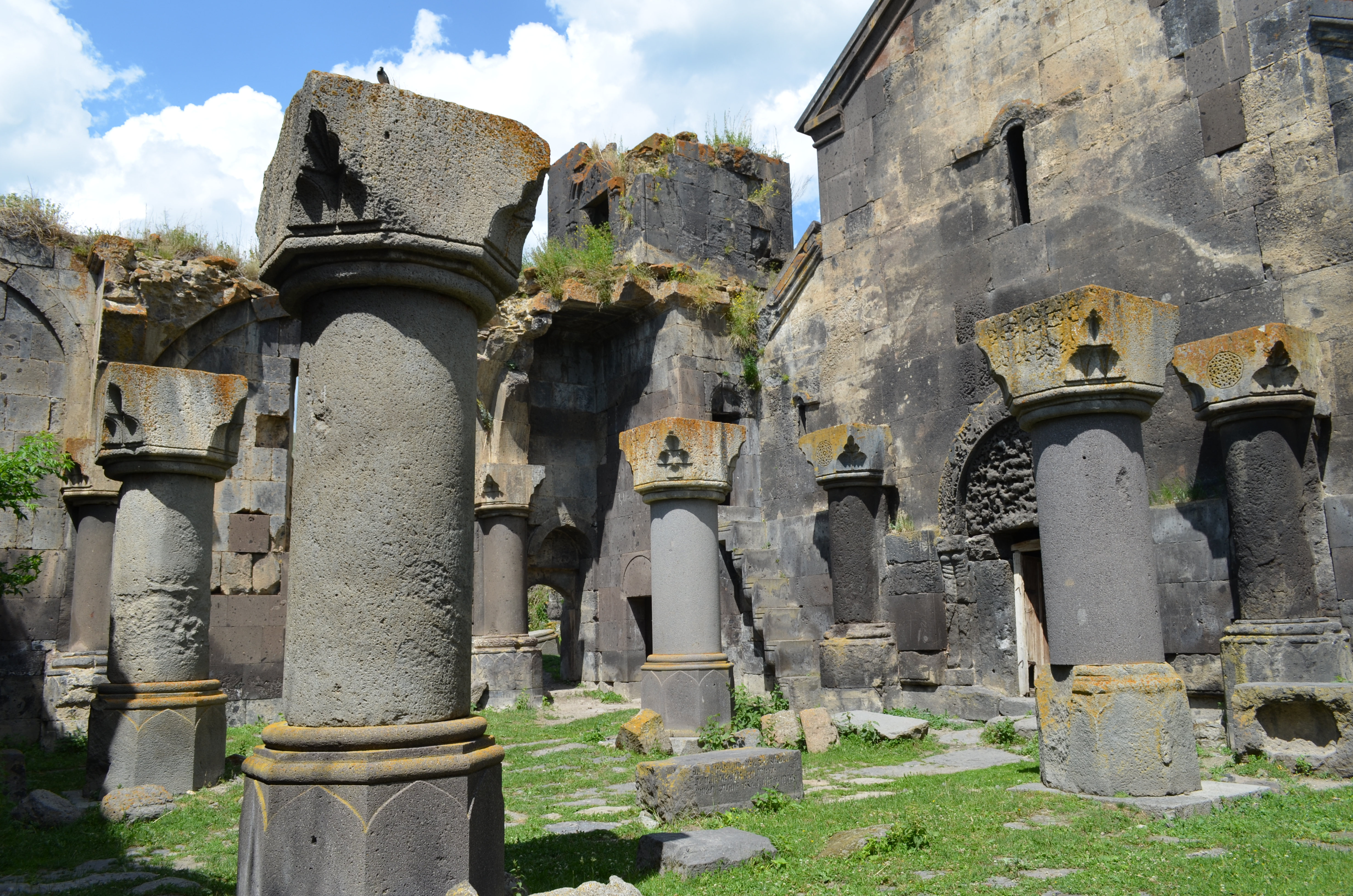
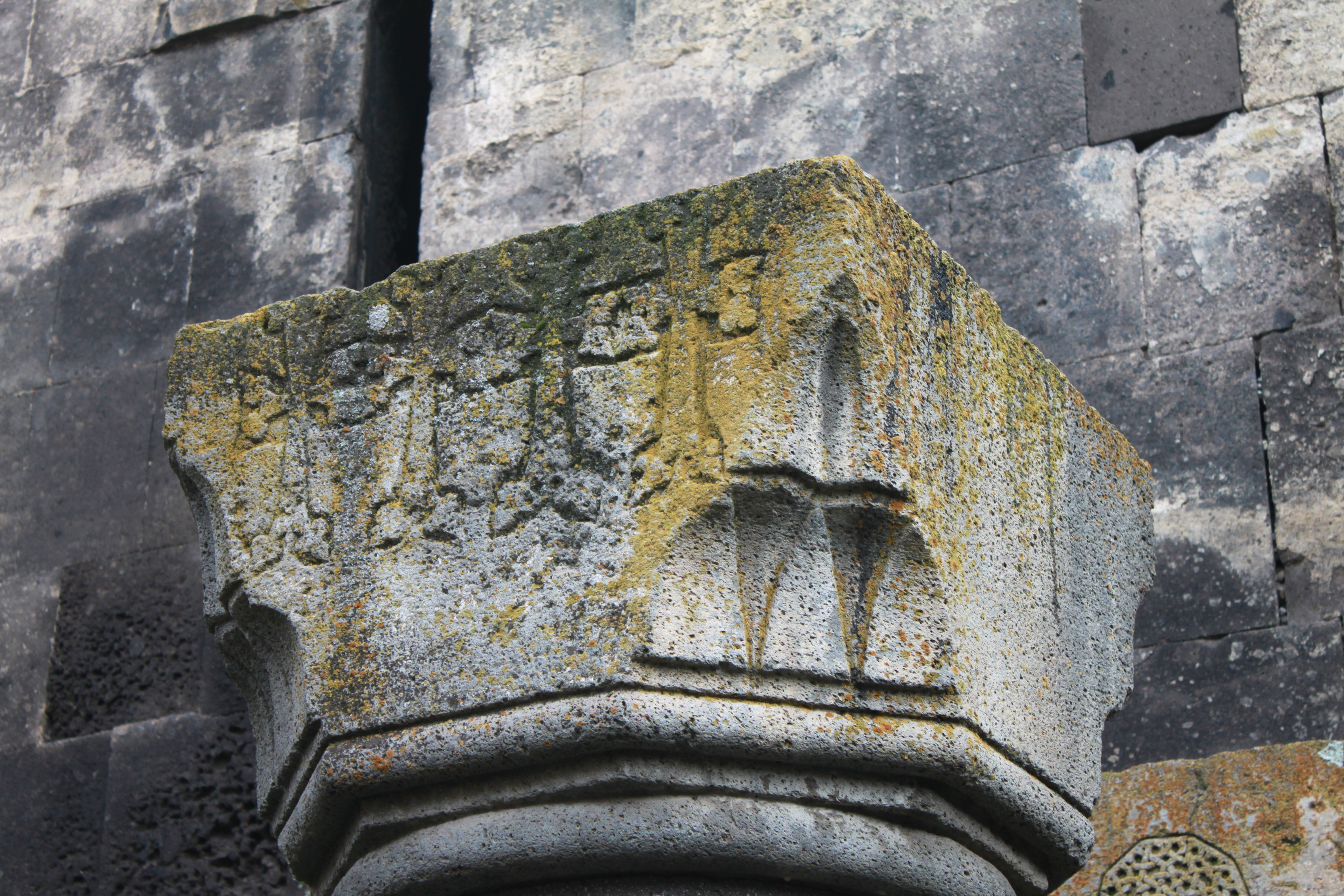
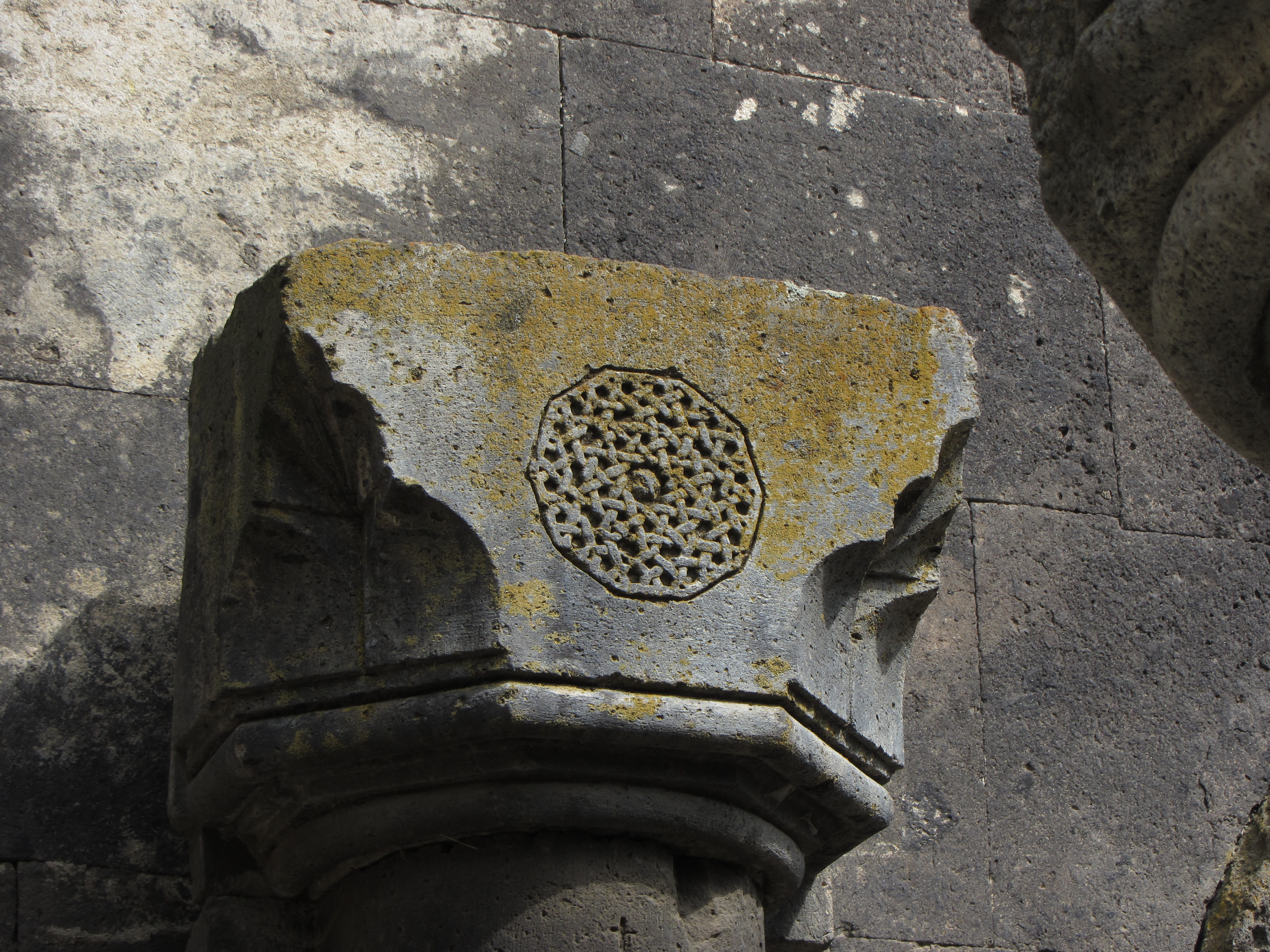
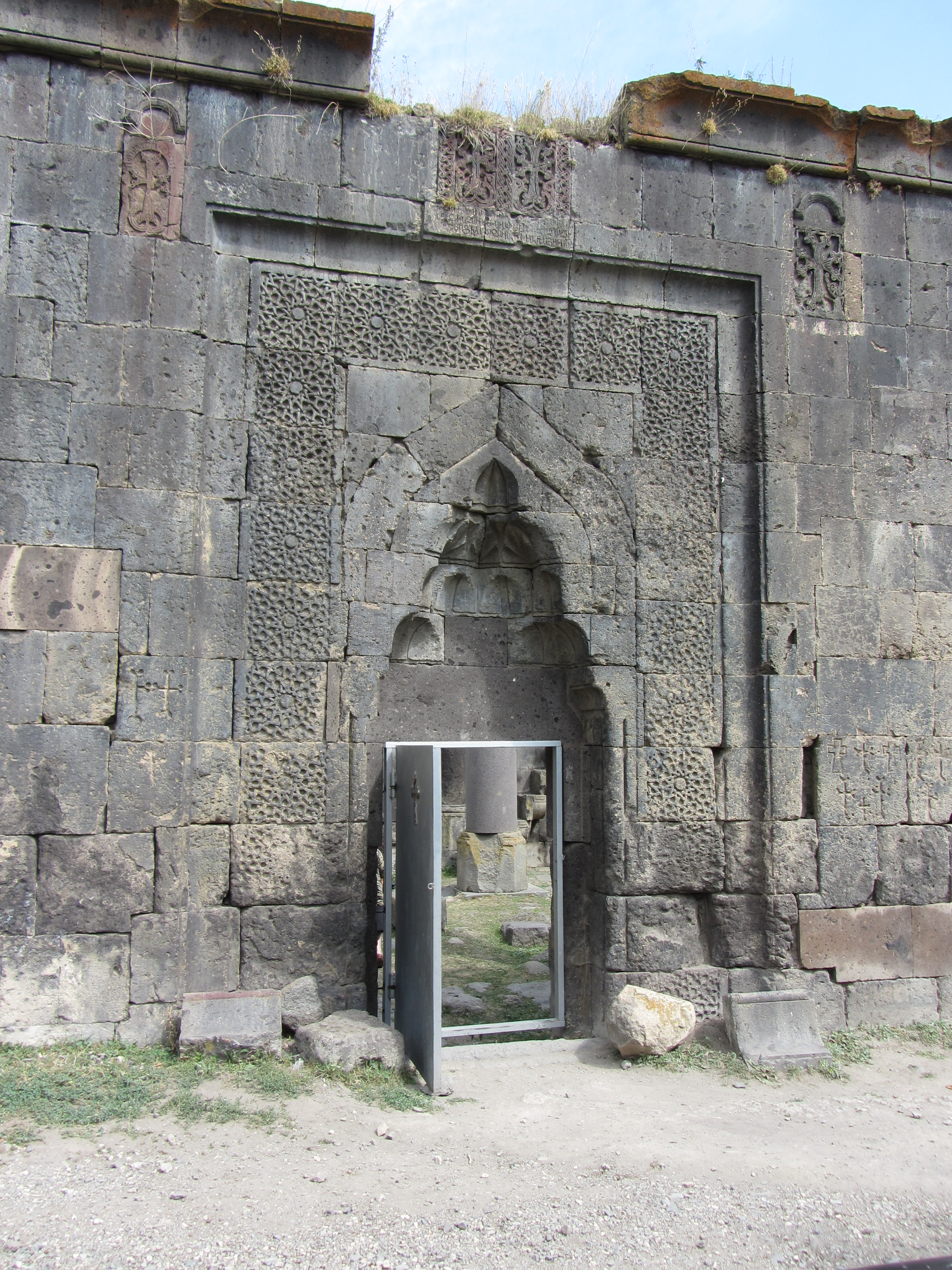
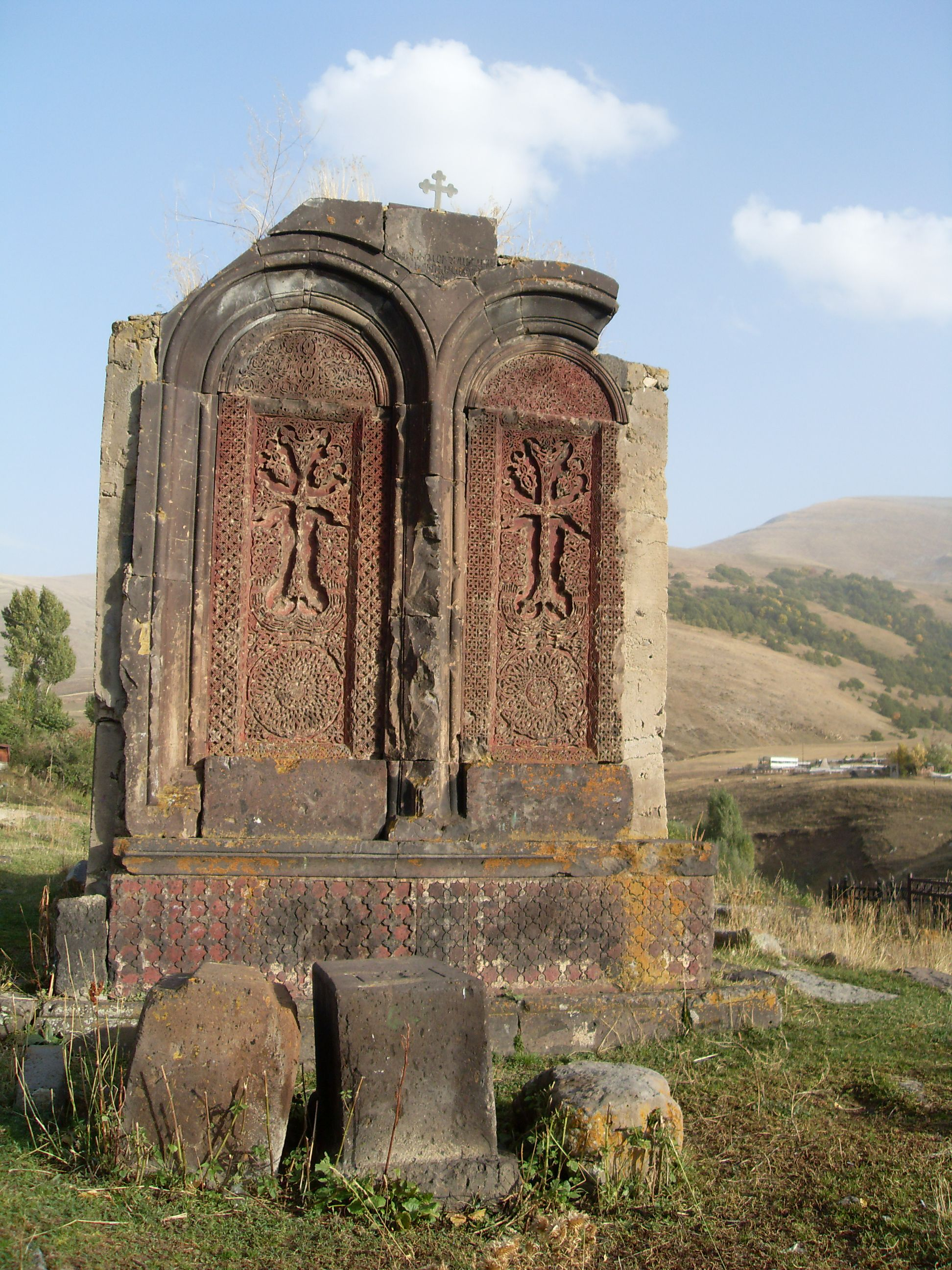